# Palau Episcopal de Girona
El Palau Episcopal de Girona fou, durant segles, la residència del bisbe de Girona. L'edifici és la Plaça dels Apòstols al Barri Vell de la ciutat de Girona, és avui dia la seu del Museu d'Art de Girona i està catalogat a l'Inventari del Patrimoni Arquitectònic de Catalunya.

## Arquitectura
L'edifici ofereix una accentuada heterogeneïtat fruit de l'evolució històrica en les construccions que el constitueixen, un fet que ja és apreciable pels constants canvis en l'aparell, encara que sempre es mantingui la pedra. Malgrat la irregularitat de la planta, el conjunt el dominen quatre grans cossos, els quals estan acompanyats per la resta de dependències subsidiàries.
A la part nord, tocant a la Seu, s'aixeca el primer cos amb tres capelles sobremuntades i un volum on es marquen nivells a través de les obertures practicades en diferents èpoques (finestres geminades i galeria de quatre arcs amb columnes d'estil gòtic; també finestres renaixentistes). La torre central de la façana dona a l'edifici un caràcter marcadament militar (espitlleres a la part baixa), reduït més amunt per la presència d'elegants balcons i d'un gran escut renaixentista. Els dos darrers volums se situen a l'extrem sud (Torre de la Presó) i a l'est (Saló del Tro, amb sostre de fusta sostingut per arcs diafragmàtics), i pertanyen a l'estil gòtic. Centrant tot el conjunt apareix el pati, on destaquen les finestres renaixentistes.

### Capella de Santa Maria
És la capella superior de les tres que hi ha sobremuntades a la part nord-est del Palau Episcopal, tocant el costat sud de la Catedral. Presenta dos tipus d'aparell: l'absis amb carreus uniformes de mida mitjana i els altres murs vestits amb pedres irregulars: paredat. Té una sola nau i un absis semicircular amb tres petites finestres. S'utilitzen arcs diafragmàtics per suportar una volta ogival. A l'exterior la coberta és a dues vessants.
Al sostre hi ha pintures murals on es representen escenes profanes (personatge davant un castell) i sagrades (àngels); la seva fragmentació no permet copsar el programa iconogràfic del conjunt. Si bé l'aparell dels murs fa pensar en una construcció preexistent d'estil preromànic, l'absis i, sobretot els arcs diafragmàtics ens condueixen a una data constructiva d'inicis del segle xiii. Per la seva banda, les pintures cal situar-les dins l'estil gòtic segurament foren realitzades a mitjan segle xv.

## Història

### Origen
L'existència prop de la Seu d'un edifici que servís de residència episcopal data del segle x. Recolzat per una història mil·lenària, La primera referència que es té del Palau data de l'any 988, quan el bisbe Gotmar III va comprar una casa al comte Borrell II, que estaria ubicada a l'actual zona nord del Palau.
No és, però, fins a l'any 1167, a la mort del bisbe Guillem de Peratallada, quan es registra a l'obituari de la Catedral que “va construir el palau”. Segurament aquest bisbe havia aprofitat i ampliat l'antiga casa. Tot al llarg del segle xiii el conjunt es va ampliar seguint els gustos de l'època i va prendre l'aspecte d'un castell, convertint-se en la primera construcció gòtica de Girona. Va ser en aquests anys que es van construir les dues torres: la de la façana oest i la de la presó; el Saló del Tron, que unia les dues torres (on ara s'exposen el retaule de Púbol i el de Cruïlles); i el Saló de l'Arc (on hi ha exposat el retaule de Segueró de Pere Mates).
De l'època romànica han restat poques parts, encara que diversos murs de la capella de Santa Maria (segle xiii) són testimonis d'aquell moment. A inicis del segle xiv es realitzà una ampliació important del Palau en direcció a migdia. Amb la torre del centre de la façana, la torre de la presó i el Saló del tron, l'edifici va adquirir l'aspecte d'una fortificació (el 1467 fou refugi de les forces de la Generalitat en el transcurs de la Guerra Civil Catalana).

### XV - XVI: De castell a palau
Durant els segles XV i XVI van continuar les obres i ampliacions del Palau, amb els bisbes Boïl i Margarit, i fou entre 1500 i 1600 quan l'edifici va passar de castell a palau, amb l'obertura de finestres que donaven pas a la llum. També va ser en aquests anys en què es va dur a terme l'ampliació que enllaça l'ala nova amb la part més antiga i que cobreix des de la Plaça dels Lledoners fins a l'arcada que cobreix l'actual volta de dona pas al pati d'entrada al Museu. Així, l'actual sala gòtica del Museu havia estat l'antic menjador del bisbe.
Durant la Guerra dels Segadors (vers 1640), els soldats del rei concentrats a Catalunya cometien excessos, també contra l'Església, que van desencadenar una revolta social. Això va fer que bisbes i capellans animessin als revoltats contra les tropes. De fet, uns versos de la cançó popular deixa entreveure la situació. Va beneir amb la dreta als revoltats i amb l'esquerra va excomunicar als ocupants. Com a conseqüència, el Palau Episcopal va ser ocupat durant dos anys pels militars. Passada ja la revolta, l'any 1756 el bisbe va rebre al seu Palau al mateix Papa, llavors Benet XIV, un privilegi llavors extraordinari. Amb motiu d'aquesta visita es va obrir la capella contigua al menjador, conservada encara avui, on els bisbes deien missa cada matí.
L'època del Renaixement suposà l'habilitació del conjunt com a Palau. Els bisbes Boïl, Margarit i Cassador, s'esmerçaren en ampliar les dependències i decorar façanes amb finestres, balcons, escuts, etc. A partir d'aquest moment, les actuacions no afectaren l'estructura essencial del conjunt. Cal esmentar el trasllat dels arcs de la galeria romànica a la façana principal (segle xviii) Els interiors es reformaren per tal d'allotjar el Museu de la Diputació i l'administració episcopal.

### XVII - XXI
Al llarg dels setges napoleònics de 1808 i 1809 l'edifici va sofrir nombrosos danys, més encara quan els francesos, després d'haver entrat a la ciutat, el van registrar de dalt a baix amb el pretext de trobar-hi un arsenal d'armes.
No va ser fins a l'any 1898, acabats els conflictes, que l'edifici va adquirir l'aspecte que té avui, quan el bisbe Tomàs Sivilla va comprar la casa Falló, amb el Jardí dels Escuts i el Pati del Pou.
Arran de l'esclat de la Guerra Civil l'any 1936, el bisbe Cartañà va abandonar el Palau i es va pensar a convertir l'edifici en un Museu del Poble. Fins i tot es van fer algunes obres, es va habilitar un estatge per al conserge i també es van fer algunes destrosses per la recerca d'un suposat tresor amagat a les parets del Palau.
Acabada la Guerra l'edifici va recuperar la seva funció original i el bisbe Narcís Jubany i Arnau hi va fer, a partir de 1964, les últimes obres que havien de donar un mínim confort a les sales. Va ser el seu successor, Jaume Camprodon i Rovira, l'any 1973, qui ja no va habitar mai el Palau. Tot i això, com a últim record de la seva funció original, encara es manté un despatx. Com a testimonis muts de totes aquestes i d'altres obres, es mantenen els diferents escuts repartits per tots els racons del Palau, que commemoren al bisbe que va reformar la part on estan situats.
L'aspecte actual correspon a la restauració del segle xvi. Durant el 2010 es va construir un ascensor al pati del museus, que va crear polèmica pel que fa a l'impacte estètic de la seva implantació

## Museu
El 7 de desembre de 1976, la Diputació de Girona i el Bisbat de Girona van signar un conveni gràcies al qual es formava el Museu d'Art de Girona (md'A). La Diputació hi va aportar part del fons del Museu Provincial d'Antiguitats i Belles Arts i sufragava els costos de gestió i funcionament. El Bisbat, per la seva part, aportava el fons del Museu diocesà i cedia el Palau Episcopal perquè fos la seu del nou equipament.
Entre els anys 1979 i 1991 es van dur a terme diverses fases de condicionament i remodelació, donant com a resultat el discurs cronològic que comprèn les diferents manifestacions artístiques des de l'època romànica fins als inicis del segle xx. Des de l'any 1992 la Generalitat de Catalunya, a través del Departament de Cultura, va assumir les tasques de gestió que abans corresponien a la Diputació de Girona. Al llarg dels anys el Museu ha vist créixer la seva col·lecció d'art contemporani gràcies a les aportacions d'aquesta institució.